# Ampelocissus dolichobotrys
Ampelocissus dolichobotrys är en vinväxtart som beskrevs av Quisumb. & Merrill. Ampelocissus dolichobotrys ingår i släktet Ampelocissus och familjen vinväxter. Inga underarter finns listade i Catalogue of Life.